# Февраль 2007 года

Список событий февраля 2007 года.

## События
- 1 февраля
  - В России начал действовать новый порядок оплаты обычного домашнего телефона.
  - Президент России Владимир Путин провёл традиционную пресс-конференцию в Кремле.
- 4 февраля — в Лондоне умер Илья Кормильцев[1].
- 5 февраля — команда «Индианаполис Колтс», обыграв «Чикаго Беарз» 29-17, стала победителем Супер Боула XLI.
- 8 февраля — танцор фламенко и цыганский активист Хоакин Кортес стал послом цыган в Европейском союзе.
- 15 февраля — Сергей Иванов назначен первым вице-премьером России.
- 17 февраля — в Санкт-Петербурге на углу Невского проспекта и улицы Рубинштейна в ресторане «Макдоналдс» прогремел взрыв. Легко ранены шесть человек, из них двое подростков[2].
- 19 февраля — глава МО «Черёмушки» Сергей Буркотов и его водитель были застрелены в Ленинском районе Московской области в автомобиле на Бутовском шоссе[3].
- 20 февраля — в результате беспорядков в Лас-Вегасе, после Матча всех звёзд НБА, четыре человека получили огнестрельные ранения, задержаны 362 человека[4].
- 22 февраля — внук Никиты Хрущёва скончался в Москве[5].
- 24 февраля — на пляже в Таиланде неизвестным мотоциклистом были застрелены две гражданки России. Расследование взял лично под свой контроль губернатор провинции. Странность преступления для Паттайи состоит в том, что убийство произошло не с целью ограбления[6].
- 26 февраля — в Лос-Анджелесе (США) завершилась церемония вручения «Оскаров». Знаменитый Мартин Скорсезе лишь с шестой попытки завоевал приз[7].
- 28 февраля — мэр Ларнаки одним из первых из официальных лиц Евросоюза в интервью раскритиковал намерения эстонских властей снести памятник Солдату-освободителю в Таллине[8].